# Atlantic City (pel·lícula)
Atlantic City és una pel·lícula estatunidenca dirigida per Louis Malle, estrenada el 1980.

## Argument
A Atlantic City (Nova Jersey), estació balnearia de la costa est dels Estats Units, Lou és un vell jugador que intenta guanyar alguna cosa de diners als casinos, recorrent per a això als estalvis de la seva amant. Al seu edifici viu una jove anomenada Sally de la qual Lou no tardarà a enamorar-se. Sally treballa durant el dia com a cambrera en un casino, i a la nit rep classes de crupier. Vol assolir algun dia el seu somni d'arribar a ser la primera dona que treballi al Casino de Montecarlo. L'únic problema que existeix perquè la relació entre ambdós funcioni és el marit de Sally, un traficant de drogues.

## Repartiment
- Burt Lancaster: Lou
- Susan Sarandon Sally
- Kate Reid: Grace
- Michel Piccoli: Joseph
- Hollis McLaren: Chrissie
- Robert Joy: Dave Matthews
- Moses Znaimer: Felix
- Angus MacInnes: Vinnie
- Sean Sullivan: Buddy
- Wallace Shawn: Servent
- Robert Goulet: Cantant de l'hospital
- Al Waxman: Alfie

## Premis i nominacions

### Premis
- 1980: Lleó d'Or al Festival Internacional de Cinema de Venècia
- 1981: LAFCA a la millor pel·lícula
- 1982: BAFTA a la millor direcció per Louis Malle
- 1982: BAFTA al millor actor per Burt Lancaster

### Nominacions
- 1981: César al millor guió original o adaptació per John Guare
- 1981: César al millor música per Michel Legrand
- 1982: Oscar a la millor pel·lícula
- 1982: Oscar al millor director per Louis Malle
- 1982: Oscar al millor actor per Burt Lancaster
- 1982: Oscar a la millor actriu per Susan Sarandon
- 1982: Oscar al millor guió original per John Guare
- 1982: Globus d'Or al millor director per Louis Malle
- 1982: Globus d'Or al millor actor dramàtic per Burt Lancaster
- 1982: Globus d'Or a la millor pel·lícula estrangera
- 1982: BAFTA a la millor pel·lícula
- 1982: BAFTA al millor guió per John Guare